# Sindonews.com
Sindonews.com – indonezyjski portal internetowy o charakterze informacyjnym, należący do koncernu MNC Group. Serwis publikuje wiadomości o różnej tematyce, w której mieszczą się treści ogólnokrajowe, lokalne i międzynarodowe, sport, technika i motoryzacja.
Witryna została założona w 2012 roku. Wcześniej funkcjonowała pod auspicjami Okezone.com. Według danych z 2019 r. znajduje się w czołówce najczęściej odwiedzanych serwisów informacyjnych w kraju.
W ciągu miesiąca portal odnotowuje ok. 10 mln wizyt (stan na 2020 rok). W lutym 2022 r. był 15. stroną WWW w kraju pod względem popularności (według danych Alexa Internet).